# Pterotricha chazaliae
Pterotricha chazaliae är en spindelart som först beskrevs av Simon 1895.  Pterotricha chazaliae ingår i släktet Pterotricha och familjen plattbuksspindlar. Inga underarter finns listade i Catalogue of Life.